# Lu Yong
Lu Yong (chiń. upr. 陆永; chiń. trad. 陸永; pinyin Lù Yǒng; ur. 1 stycznia 1986 w Liuzhou) – chiński sztangista, mistrz olimpijski i dwukrotny medalista mistrzostw świata.

## Kariera
Pierwszy sukces w karierze osiągnął w 2005 roku, kiedy na mistrzostwach świata w Dosze zdobył srebrny medal w wadze lekkociężkiej (do 85 kg). W zawodach tych rozdzielił na podium Kazacha Ilję Iljina i Rosjanina Asłambieka Edijewa. Na rozgrywanych w 2008 roku igrzyskach olimpijskich w Pekinie w tej samej konkurencji wywalczył złoty medal. Z wynikiem 394 kg pokonał tam Białorusina Andreja Rybakou (który podniósł taki sam ciężar, był jednak cięższy od zwycięzcy) i Tigrana Wardana Martirosjana z Armenii. Zwycięstwo odniósł także podczas mistrzostw świata w Goyang, gdzie wyprzedził Siarhieja Łahuna z Białorusi i Kazacha Władimira Kuzniecowa. Brał także udział w igrzyskach olimpijskich w Londynie w 2012 roku, gdzie prowadził po rwaniu. Spalił jednak wszystkie próby w podrzucie i ostatecznie nie był klasyfikowany. Ponadto zdobył srebrny medal na igrzyskach azjatyckich w Dosze w 2006 roku i złoty na rozgrywanych cztery lata później igrzyskach azjatyckich w Kantonie.

## Osiągnięcia
| Rok  | Zawody               | Miasto | Miejsce | Kategoria | Wynik  |
| ---- | -------------------- | ------ | ------- | --------- | ------ |
| 2005 | Mistrzostwa świata   | Doha   | 2       | do 85 kg  | 385 kg |
| 2008 | Igrzyska olimpijskie | Pekin  | 1       | do 85 kg  | 394 kg |
| 2009 | Mistrzostwa świata   | Goyang | 1       | do 85 kg  | 383 kg |